# Kriegerdenkmal 1809

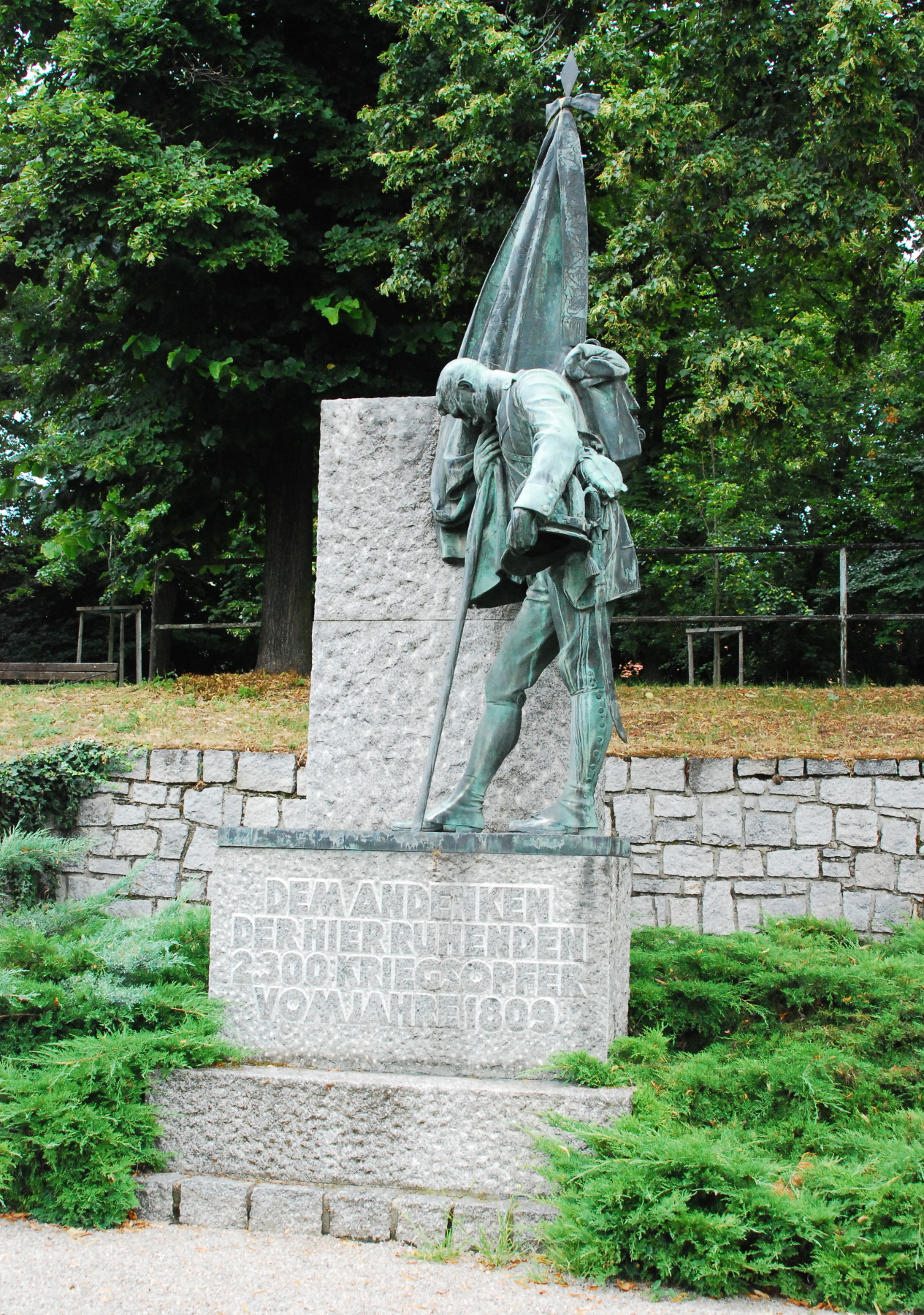
Das Kriegerdenkmal 1809 in Retz

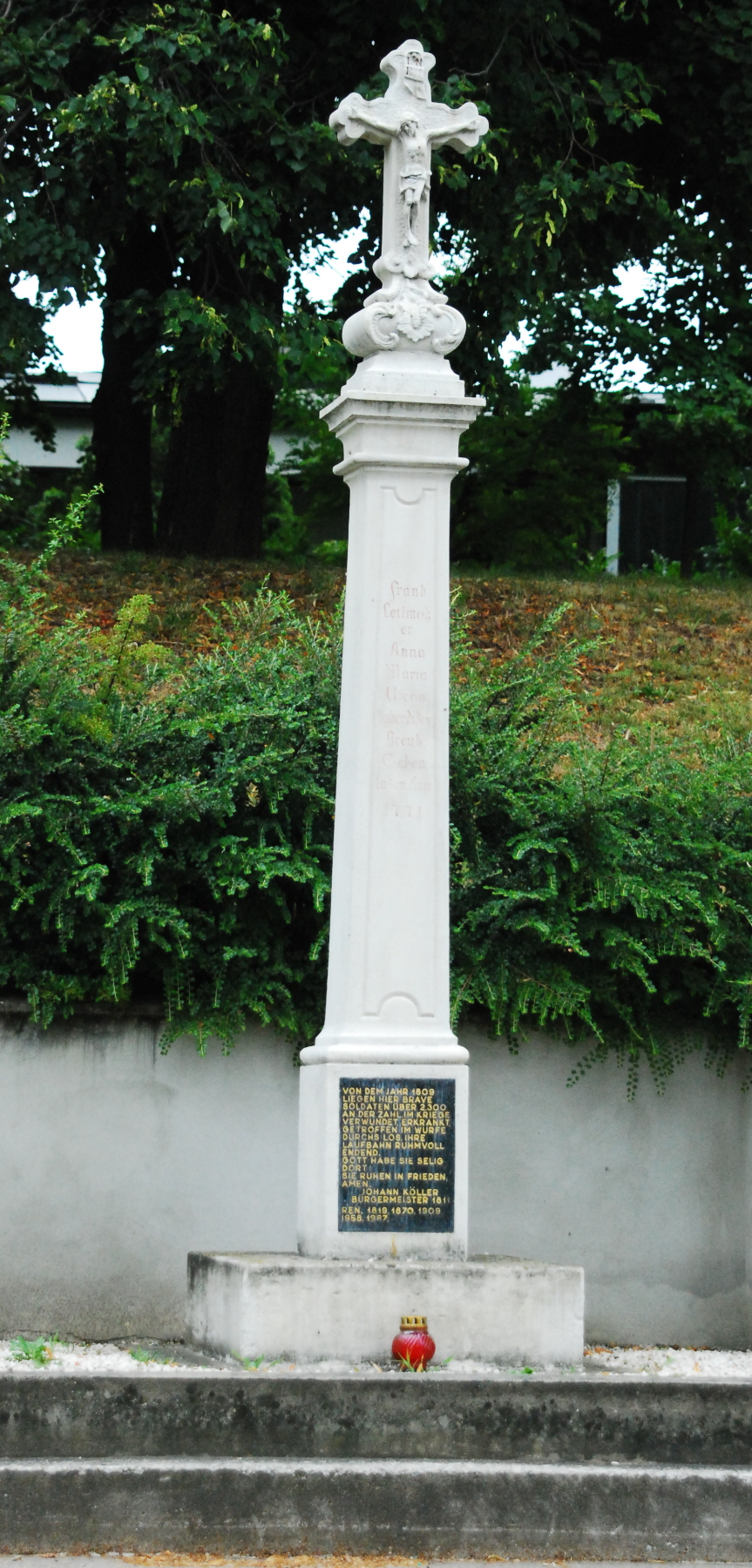
Das nahe gelegene Franzosenkreuz

Das Kriegerdenkmal 1809 geht auf eine Initiative des Veteranenvereins im niederösterreichischen Retz zurück. 1906 entstand die Idee, an Stelle des so genannten Franzosenkreuzes aus dem Jahr 1809 ein neues Denkmal zu errichten.

## Geschichte
Nach der verlorenen Schlacht bei Wagram zog sich die österreichische Armee nach Norden zurück. Gefechte bei Hollabrunn, Schöngrabern, Grund, Guntersdorf und Jetzelsdorf sowie die Schlacht bei Znaim forderte eine große Zahl von Verwundete auf beiden Seiten.
Zur Versorgung dieser Verwundeten wurde von der österreichischen Militärbehörde am 14. Juni 1809 die Einrichtung des Feld-Haupt-Spitals Nummer 31 in Retz angeordnet. Notspitäler wurden unter anderem im Dominikanerkloster, im Turmhof, im Schloss Gatterburg und im Althof eingerichtet.
Laut den Sterbematriken des Apostolischen Feldvikariats verstarben in Retz allein 1736 Soldaten der österreichischen Armee. Über die Anzahl der hier verstorbenen französischen Soldaten gibt es ebenso wenig Angaben wie über die Zahl der Gefallenen, welche von auswärts gebracht und hier in einem Massengrab mit rund 2.300 Toten auf dem Gelände des heutigen Badhausparks beigesetzt wurden.
1811 wurde zum Gedenken an diese Toten ein rot gestrichenes Holzkreuz errichtet. 1819 wurde dieses renoviert und 1870 durch ein Steinkreuz, welches der Errichtung der Nordwestbahn weichen musste und Vinzenz Liebl gehörte, ersetzt. Sowohl das Holz- als auch das Steinkreuz wurden beziehungsweise werden als Franzosenkreuz bezeichnet.
Der 1907 gegründete Denkmalausschuss war zunächst um das Sammeln von Spendengeldern bei der Bevölkerung und bei Behörden beschäftigt. Die Haussammlungen bei den Privatpersonen verliefen zufriedenstellend, die Behörden allerdings schenkten dem Spendenaufruf wenig Beachtung. Sie konzentrierten sich vor allem auf ein Denkmalprojekt bei Schöngrabern. Den noch offenen Betrag von rund 3000 Kronen streckte schließlich eines der Denkmalausschussmitglieder vor, um planmäßig mit den Arbeiten beginnen zu können. Später eintreffende Spenden, darunter auch von einigen Erzherzögen sowie von Thronfolger Franz Ferdinand von Österreich-Este ermöglichten die Rückzahlung dieses Kredits bereits vier Wochen nach der Einweihung des Denkmals.
Die Weihe des Denkmals hätte bereits im Juli 1909 erfolgen können, wurde jedoch durch eine Standortdiskussion verzögert. Als Standort wurde schließlich ein Platz in der Nähe des bisherigen Franzosenkreuzes festgelegt.
Die feierliche Enthüllung des Kriegerdenkmals fand am 26. September 1909 statt, die Weihe nahm Dechant Rößler vor.

## Beschreibung
Die Gesamthöhe des Denkmals beträgt 4,8 Meter, die Figur samt Fahne ist 3,48 Meter hoch.
Eine gegossene Figur stellt einen trauernden stehenden Soldaten in der 1809 üblichen Adjustierung dar, der mit gesenktem Kopf und einer Fahne in der Hand auf einem aus Salzburger Nummulitenkalkquadern gefertigten Sockel steht. Im rechten Fuß der Figur befinden sich eine Denkschrift sowie die Festordnung.
Das Denkmal trägt zwei Inschriften:
- „Dem Andenken der hier ruhenden 2.300 Kriegsopfer vom Jahre 1809“ und
- „1909 fecit Hans Knespel, Guß von Selzer, Wien. X.“

Der Entwurf stammt von Johann Knespel, einem gebürtigen Retzer. Der Guss erfolgte bei Selzer im 10. Wiener Gemeindebezirk Favoriten. Modell für die Gestaltung der Figur stand Korporal Franz Pohl des in Znaim stationierten Infanterie-Regiments Nummer 99. Das k. u. k. Heeresmuseum stellte eine Originaluniform und eine originale Regimentsfahne zur Verfügung.

## Weitere Denkmäler der Franzosenkriege in Niederösterreich

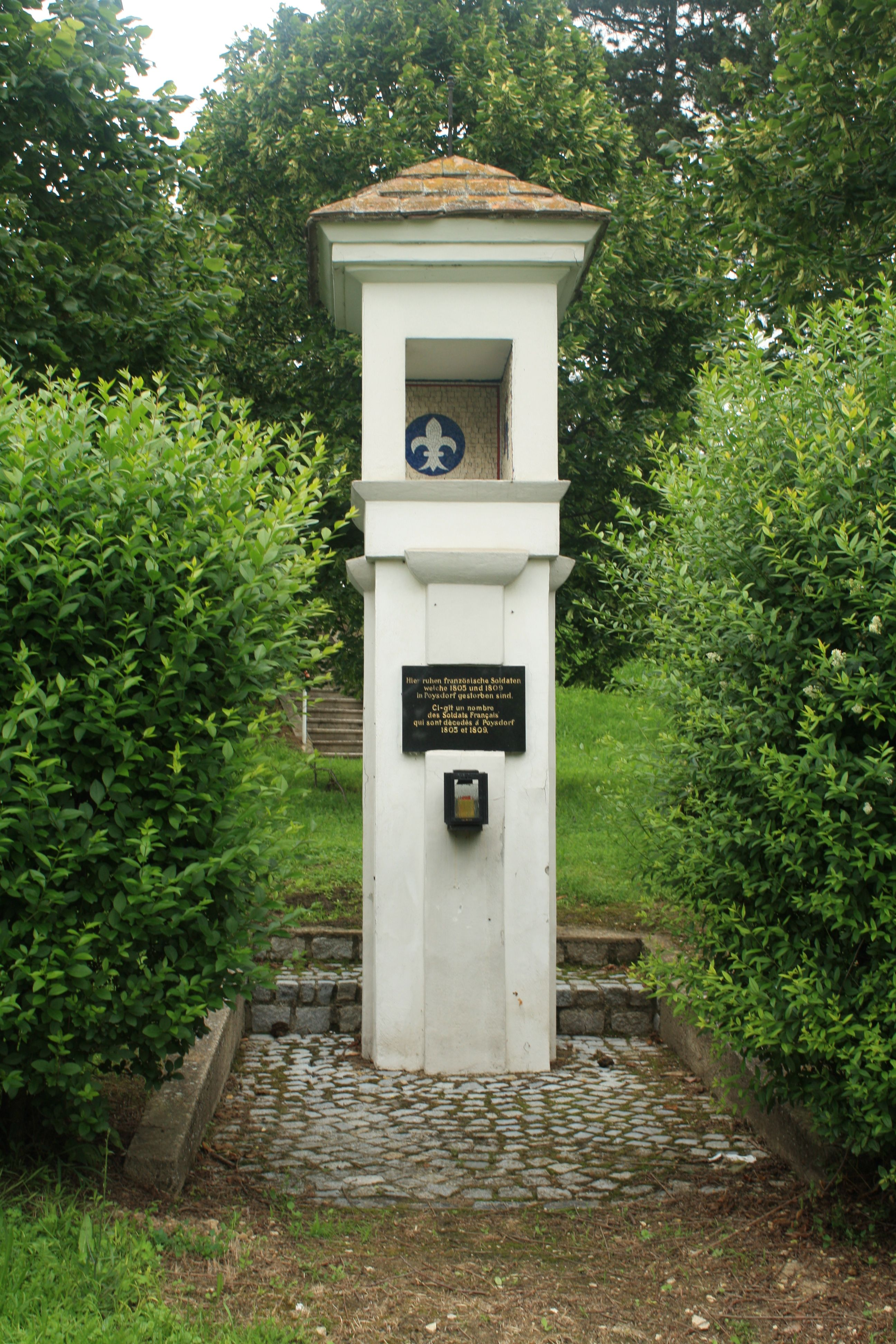
Denkmal in Poysdorf

Ein weiteres Denkmal, das an die gefallenen Franzosen in den Jahren 1805 und 1809 erinnert, ist das Franzosendenkmal an der Brünner Straße in Poysdorf.